# Максим V Хакім
Максим V Хакім (араб. ماكسيموس الخامس حكيم; 18 травня 1908 — 29 червня 2001) — патріарх Антіохії та всього Сходу, Олександрії та Єрусалиму Мелкітської греко-католицької церкви з 1967 році до 2000 року.

## Біографія
Він народився у Танті у Єгипті 18 травня 1908 року у сім'ї вихідців з Алеппо. Його справжнє ім'я — Георг Селім Хакім. Він здобув освіту в єзуїтській школі Le Collège de la Sainte Famille (Вища школа Святого Сімейства) у Каїрі. Після закінчення навчання Єрусалимі, він був висвячений на священника 20 липня 1930 року в Базиліці Святої Анни Максимом IV Саєхом, тодішнім архієпископом Тірським. Бувши молодим священником, він рік викладав у патріаршій школі в Бейруті, а потім повернувся до Каїра в 1931 році.

## Єпископат
Він був призначений єпархом 13 березня 1943 року і висвячений єпархом св. Іоанна в Каїрі 13 червня 1943 року патріархом Кирилом IX Могабгабом. 18 листопада 1964 року Хакім став архієпархом. 22 листопада 1967 року його було обрано патріархом.
Як священик він відзначився тим, що керував Патріаршою колегією в Каїрі, а також започаткуванням і публікацією журналу Le Lien. Пізніше, бувши архієпископом, він збудував школи, молодшу духовну семінарію, сиротинець, будинок для старих і кілька церков. Він особливо піклувався про духовенство та про релігійні та світські ордени, і він залучив кілька груп європейців, які прийшли, щоб інтегруватися в Церкву. Бувши архієпископом, він очолював зусилля з надання допомоги палестинцям під час втечі 1948 року.
Під його керівництвом як патріарха була заснована мала семінарія в Дамаску, а пізніше велика семінарія для формування священиків була відкрита в Рабіє в Лівані. Пізніше він фінансував численні стипендії для нужденних семінаристів під час громадянської війни в Лівані. Він також спостерігав за розвитком мелькітської церкви в Північній і Південній Америці, оскільки багато вірних емігрували на Захід.
Максим засудив насильство між мусульманами та християнами в Лівані, де греко-католики складають 4 % населення. У 1982 році він домовився з лідером друзів Валідом Джумблатом про захист стародавніх християнських сіл у долині Шуф. Він організував тепліші стосунки з урядом Сирії, ніж Насралла Бутрос Сфейр, патріарх більшої маронітської католицької громади. попри це, громадська політика іноді виявлялася для нього небезпечною. У 1990 році він став мішенню потенційних убивць, коли подорожував до християнського міста Захла, розташованого в переважно шиїтській долині Бек'а.
Патріарх Максим подав у відставку 22 листопада 2000 року через погіршення здоров'я, і його наступником став Патріарх Григорій III Лахам.
Він помер 29 червня 2001 року в Бейруті.
Максимос, плідний письменник, найкраще запам'ятався своїм твором Al Rabita арабською мовою та французькими творами Message de Galiléerenc і Pages d'Évangile lues en Galilée.

## Відзнаки
- Засновник і перший великий магістр Патріаршого ордену Святого Єрусалимського Хреста